# Gas de alumbrado

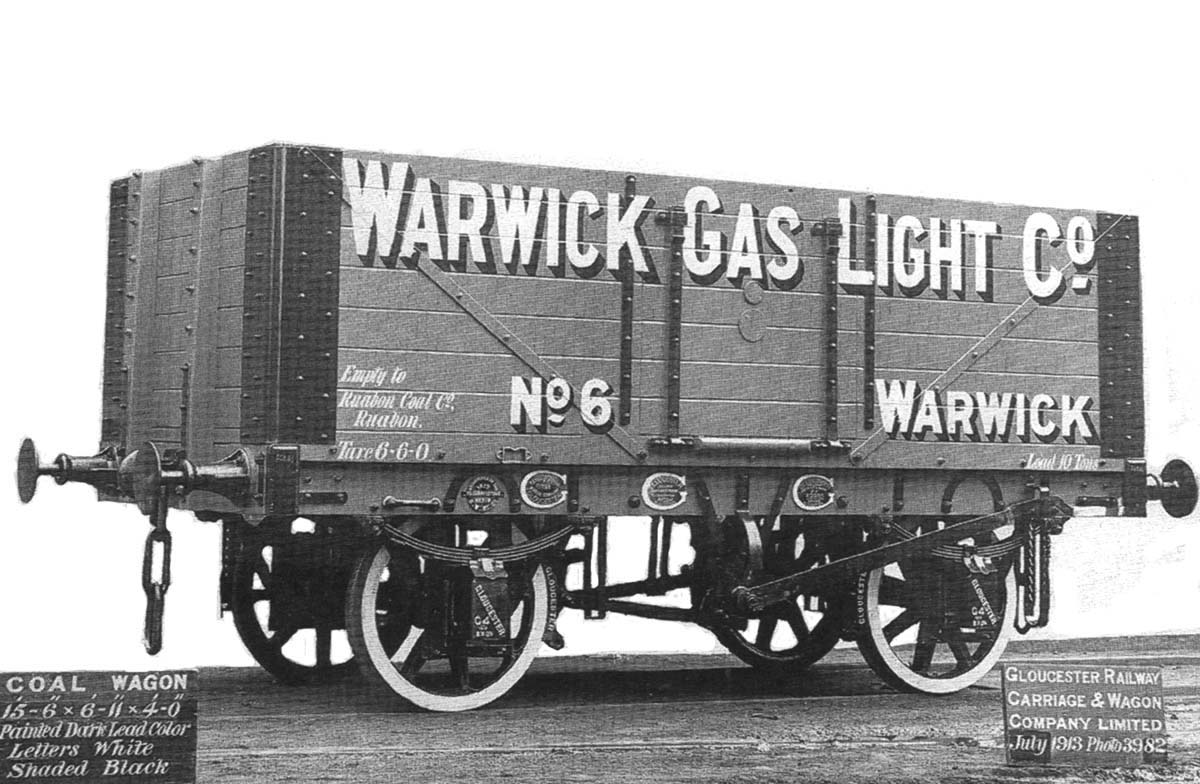
Vagón de la compañía Warwick de gas de alumbrado, para el transporte de carbón

Gas industrial que se obtiene a partir de la hulla y que se emplea principalmente para iluminación, aunque, también, para calefacción en ciudades donde es relativamente económico su suministro a través de tuberías. Por este motivo se conoce como gas de alumbrado, gas de alumbrado, gas de hulla y  en algunos países gas ciudad. Se trata de una mezcla de gases combustibles que arden con llama luminosa y que se forman por destilación seca de hulla, sin aire, a temperaturas de 1200 a 1300 °C. El término gas ciudad es más general que se refiere a los combustibles gaseosos manufacturados, con un poder calorífico en torno a 18 MJ/m3, aunque se obtengan por otros procedimientos, pero que habitualmente se suministran a consumidores y municipios. Esta tecnología fue empleada antes del desarrollo de la explotación y conducción del gas natural desde el yacimiento hasta los grandes consumidores. 

## Fugas de gas
Los escapes de un gas inflamable fuera de la estructura que lo contiene son peligrosos, pues ese gas podría producir una grave deflagración al entrar en contacto con una llama.

## Antecedentes históricos
1727: El concepto de un gas inflamable a partir del carbón o de otras materias orgánicas surge con Stephen Hales, párroco inglés. En su libro Vegetable Staticks, menciona: "... al calentar carbón en un recipiente sellado emitía un «aire inflamable»".
1792: El mecánico escocés William Murdoch logra alumbrar una casa en Redruth (Cornualles). En 1802 instaló antorchas de gas en cada extremo del edificio principal de los ingenieros Boulton y Watt, en Birmingham, para los que trabajaba. La compañía comercializó el sistema y efectuó su primera venta cuando los propietarios de una importante industria textil de Lancashire instalaron 900 luces de gas para iluminar la fábrica.
La luz de gas transformó la vida en el siglo XIX: iluminó el hogar, prolongó el día y civilizó las calles, que dejaron de ser peligrosas durante la noche. Sin embargo, las primeras lámparas de gas distaban mucho de ser agradables: olían mal, sólo emitían un débil resplandor amarillento y, en habitaciones pequeñas, calentaban y enrarecían la atmósfera haciéndola irrespirable.
1801: El ingeniero francés Philippe Lebon demostró en una vivienda de París que este gas se podía usar para calentar y para alumbrar, y que se podía conducir de la fábrica a los consumidores mediante tuberías empotradas, pero sus experimentos despertaron poco entusiasmo y llegaron a su fin en 1804, cuando fue asesinado en los Campos Elíseos.
1885: El físico austríaco Carl Auer von Welsbach, hijo del director de la Imprenta Imperial de Viena, hace más eficiente la luz de gas. Coloca alrededor de la llama un manguito de gasa impregnada de torio y óxido de cerio. Como este se hacía incandescente, aumentaba la intensidad luminosa. El manguito incandescente condujo a la popularidad de la luz de gas a finales del siglo XIX y principios del XX, antes de que fuese desplazada por el alumbrado eléctrico de Edison y Swan, aunque siguió empleándose como combustible para las cocinas domésticas y la calefacción industrial. El gas de hulla también resulta una importante fuente de energía mecánica en los motores de gas.

## Obtención
El gas de alumbrado se obtiene principalmente mediante carbonizado de la hulla a temperaturas entre 1000 y 1300 °C, sin contacto con el aire. Generalmente, el carbón mineral, colocado en unos hornos de retorta, se mantiene a las temperaturas indicadas durante unas 6 a 8 horas. Durante este tiempo se produce una gasificación que deja como subproducto alquitrán de carbón y coque, por lo que, a veces, al gas de alumbrado también se le denomina gas de coque. El gas obtenido durante el proceso es una mezcla de composición aproximada: hidrógeno (45,0 %); metano (35 %); monóxido de carbono (8 %), todos ellos gases combustibles. También contiene cantidades menores de etileno, dióxido de carbono, nitrógeno, amoniaco y oxígeno, entre otras impurezas. Una vez obtenido, es necesario purificarlo, por lo que los productos volátiles, gases y vapores, pasan de las retortas a un colector cilíndrico que contiene agua, donde se condensan los componentes volátiles del alquitrán y se separa el amoniaco. El proceso continúa  pasando a otros condensadores, donde se recogen la naftalina y otros hidrocarburos aromáticos. En las fábricas modernas, después de separar de los gases la totalidad de alquitrán, se hacen pasar por lavadores (scrubbers), donde se elimina el sulfuro de hidrógeno y otras impurezas. El gas purificado se almacena en grandes depósitos cilíndricos llamados gasómetros, de donde, regulada su presión, pasa a las cañerías para el consumo. El gas así obtenido es venenoso debido al contenido de monóxido de carbono, por lo que, en algunas ciudades el gas era sometido a un posterior lavado con vapor de agua, formándose hidrógeno y anhídrido carbónico.

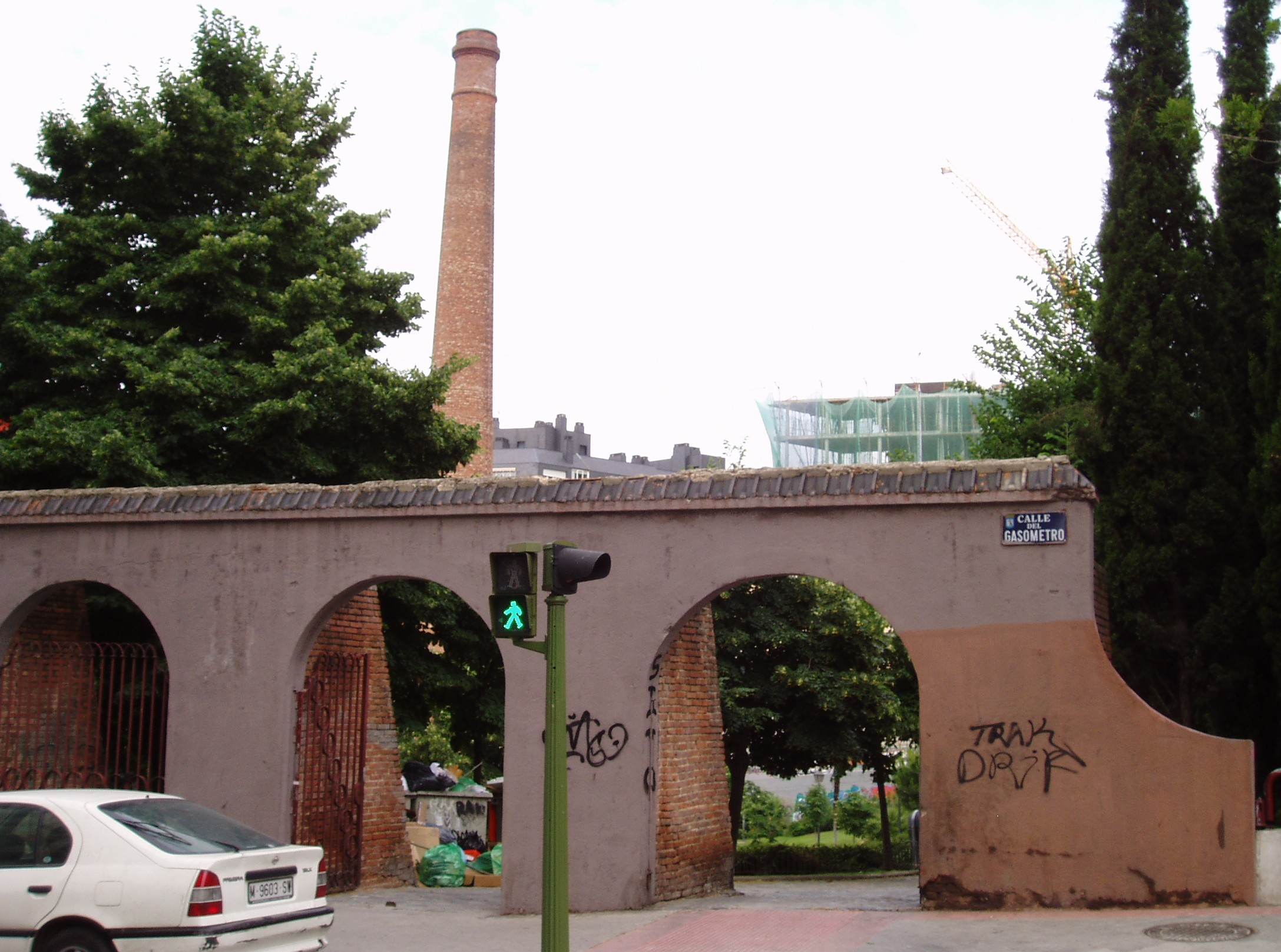
Parque del gasómetro en Arganzuela, Madrid (España), donde se ubicó la antigua fábrica de gas antes de su traslado al distrito de Manoteras.

En algunas ciudades hasta pasado el tercer cuarto del siglo XX todavía quedaban ejemplos de fábricas de gas, como en el caso de la ciudad de Tortosa, en la provincia de Tarragona. Todavía se pueden apreciar desde la calle algunos restos de la antigua fábrica, fundada en 1877, donde desde el año 1987 se levanta la Escuela de educación primaria "La Mercè".En grandes ciudades como Madrid a principios del siglo XX se producía gas de alumbrado en cantidades suficientes para mantener la mayor parte de las farolas, a pesar del creciente empleo de la luz eléctrica para este fin.  Con la electrificación del alumbrado público, a mediados de siglo el gas se siguió suministrando para uso doméstico hasta el último cuarto del siglo en que se terminó de sustituir por gas natural. Durante algunas décadas coexistieron los sistemas de gas ciudad, que se producía en la fábrica de gasificación de Manoteras y el de gas natural.

## Subproductos
De la fabricación del gas de hulla se cuentan el alquitrán de hulla, el coque y el amoníaco. De una tonelada de carbón mineral se extraen:
- gas de alumbrado: 280 a 330 m³
- alquitrán: 51 kg
- amoníaco: 3 kg
- coque: 520 kg

## Antecedentes en Chile del alumbrado a gas
- 1856: En la ciudad de Valparaíso se instalaron 700 faroles de alumbrado público.

## Antecedentes en Argentina del gas de hulla
- 1858: comienza a utilizarse el gas de coque como combustible para el alumbrado público de la ciudad de Buenos Aires. Las empresas de gas eran inglesas, igual que el carbón usado en el proceso. Por esas razones sólo llegó a haber redes de gas en tres ciudades portuarias, y su precio lo hizo accesible sólo a un sector limitado de la población.
- 1910: fusión de las cuatro empresas que operaban en el área, una de ellas la Compañía Primitiva de Gas, nace la "Compañía Primitiva de Gas de Buenos Aires", constituida sobre la base de capitales de origen británico.
- 1919: el gas avanza en el área provista de cañerías de reparto, como fuente de calor para el hogar: primeras cocinas a gas y otros artefactos.
- 1926: las ciudades de Rosario y de San Nicolás, cuentan con una red subterránea de distribución de gas de alumbrado. Empresa británica.
- 1945: iniciativa del ingeniero Julio Canessa, YPF comienza a instalar redes de captación de gas en sus yacimientos y se crea la Dirección Nacional de Gas del Estado, que se hace cargo de las empresas inglesas nacionalizadas.
- 1947 se inicia la construcción del gasoducto Comodoro Rivadavia - ciudad de Buenos Aires, de 1605 km.
- 1949: Gas del Estado termina el primer gasoducto de gas natural. Esta obra pone el gas natural al alcance de casi todas las clases sociales. También se reducen importaciones de carbón, y reemplazo con combustibles locales como kerosén, leña, carbón vegetal.
- 1951: se inyecta gas natural (de 12 000 cal/m³) en las cañerías de distribución, en Buenos Aires.
- 1960: se inyecta gas natural  en Rosario y San Nicolás, cesando la producción de gas de alumbrado (de 7000 cal/m³).

## Anecdotario
- 25 de diciembre de 1907: un globo, inflado con gas de alumbrado, ascendió pilotado por Aarón de Anchorena, propietario, y Jorge Newbery desde la Sociedad Sportiva Argentina del barrio de Palermo. Tras cruzar el Río de la Plata, a 2 km, el globo aterrizó en Conchillas, departamento de Colonia, Uruguay.[cita requerida]
- 17 de octubre de 1908: otro globo se perdió, probablemente en el Mar Argentino. Lo tripulaban Eduardo Newbery y el sargento 1.º Eduardo Romero. Habían levantado vuelo desde la quinta Los Ombúes, de Ernesto A. Tornquist. Desde allí, el globo partió a las 17:30 avistándoselo por última vez, a las 24 del mismo día del ascenso sobre la localidad bonaerense de Moreno.[cita requerida]